# Frank Knox
William Franklin Knox (1 de janeiro de 1874 – 28 de abril de 1944) foi um político, soldado, editor e publicador de jornais norte-americano. Foi o candidato a vice-presidente pelo Partido Republicano em 1936 e Secretário da Marinha sob o governo de Franklin D. Roosevelt durante a maior parte da Segunda Guerra Mundial. No dia 7 de dezembro de 1941, Knox, acompanhado por seu assistente John O'Keefe, entrou no escritório de Roosevelt na Casa Branca por volta das 13h30 e anunciou que o Japão havia atacado Pearl Harbor.
Nascido em Boston, estudou no Alma College e serviu com os Rough Riders durante a Guerra Hispano-Americana. Após a guerra, tornou-se editor de jornal em Grand Rapids, Michigan, e presidente estadual do Partido Republicano. Foi um dos principais apoiadores de Theodore Roosevelt, o candidato progressista à presidência em 1912. Knox defendeu a entrada dos EUA na Primeira Guerra Mundial e serviu como oficial de artilharia na França. A Convenção Nacional Republicana de 1936 indicou uma chapa com Alf Landon e Knox, mas eles foram derrotados por Roosevelt e John Nance Garner na eleição de 1936.
Após o início da Segunda Guerra Mundial em 1939, Knox apoiou a ajuda aos Aliados. Em 1940, Roosevelt o nomeou Secretário da Marinha na esperança de construir um apoio bipartidário. Knox trouxe James Forrestal como subsecretário. Supervisionaram uma enorme expansão naval, mas estavam insatisfeitos com a cadeia de comando confusa no Havaí. Após o ataque a Pearl Harbor, Knox trouxe um almirante muito mais agressivo, Ernest J. King. Roosevelt trabalhou de perto com King e praticamente negligenciou Knox. Durante a guerra, Knox continuou a supervisionar o Chicago Daily News, enquanto Forrestal expandiu seu papel e supervisionou os aspectos não militares do departamento em termos de contratos e recrutamento. Knox exerceu como secretário da Marinha até sua morte em 1944, quando Forrestal o substituiu.

## Primeiros anos
William Franklin Knox nasceu em Boston, Massachusetts. Seus pais eram canadenses; sua mãe, Sarah C. (Barnard), era de Charlottetown, na Ilha do Príncipe Eduardo, e seu pai, William Edwin Knox, era de New Brunswick. Quando tinha nove anos, sua família se mudou para Grand Rapids, Michigan, onde seu pai administrava uma mercearia. Estudou no Alma College em Michigan, onde foi membro da fraternidade Zeta Sigma. Ele deixou a faculdade em seu último ano para se juntar ao Exército dos EUA na Guerra Hispano-Americana. Posteriormente, complementou seus estudos com leituras e cursos adicionais, e o conselho de curadores da faculdade lhe concedeu um diploma de Bacharel em Artes como membro da turma de 1898.
Serviu em Cuba com os famosos Rough Riders de Theodore Roosevelt, o Primeiro Regimento de Cavalaria Voluntária. Foi membro da Tropa D, comandada pelo Capitão Robert Huston. Como membro da Tropa D, Knox lutou em Cuba na Batalha de Las Guásimas e na Batalha de San Juan Hill.

## Jornais e política

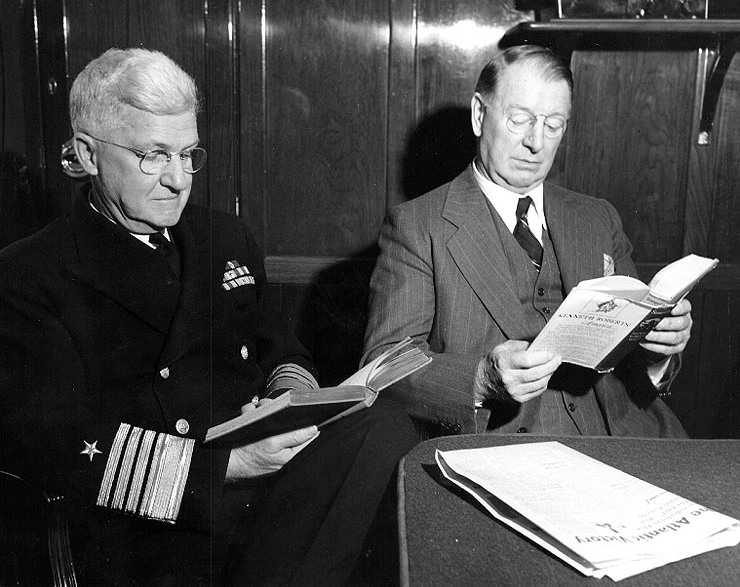
Almirante Harold R. Stark e o Secretário Knox lendo em um trem na Inglaterra em 1943

Após a guerra, Knox tornou-se repórter de jornal em Grand Rapids, iniciando uma carreira que incluiu a propriedade de vários jornais. Mudou seu primeiro nome para Frank por volta de 1900. Foi presidente estadual do Partido Republicano de Michigan. Em 1912, foi um dos principais organizadores das ambições presidenciais de Theodore Roosevelt.
No final de 1912, Knox ajudou a fundar o Manchester Leader em New Hampshire. Foi financiado pelo Governador Robert P. Bass, membro do Partido Progressista. O jornal teve tanto sucesso que Knox comprou o Manchester Union. Os dois jornais se fundiram sob a bandeira da Union-Leader Corporation em julho de 1913. Ambos os jornais defendiam uma postura republicana moderada e pró-negócios.
Durante a Primeira Guerra Mundial, Knox foi um defensor da preparação militar dos EUA e, posteriormente, da participação na guerra. Quando os EUA declararam guerra à Alemanha em 1917, voltou ao Exército. Alcançou o posto de Coronel e serviu como oficial de artilharia na França. Após a guerra, retornou ao negócio de jornais.
Em 1931, Frank Knox tornou-se editor e coproprietário do Chicago Daily News. Na eleição de 1936, foi o candidato republicano a vice-presidente junto com Alf Landon. Landon, Knox e o ex-presidente Herbert Hoover foram os únicos apoiadores de Theodore Roosevelt em 1912 que posteriormente foram nomeados para uma chapa republicana. Perderam em uma vitória esmagadora dos democratas, conquistando apenas Maine e Vermont contra a chapa democrata do presidente Franklin D. Roosevelt e do vice-presidente John Nance Garner.

## Segunda Guerra Mundial

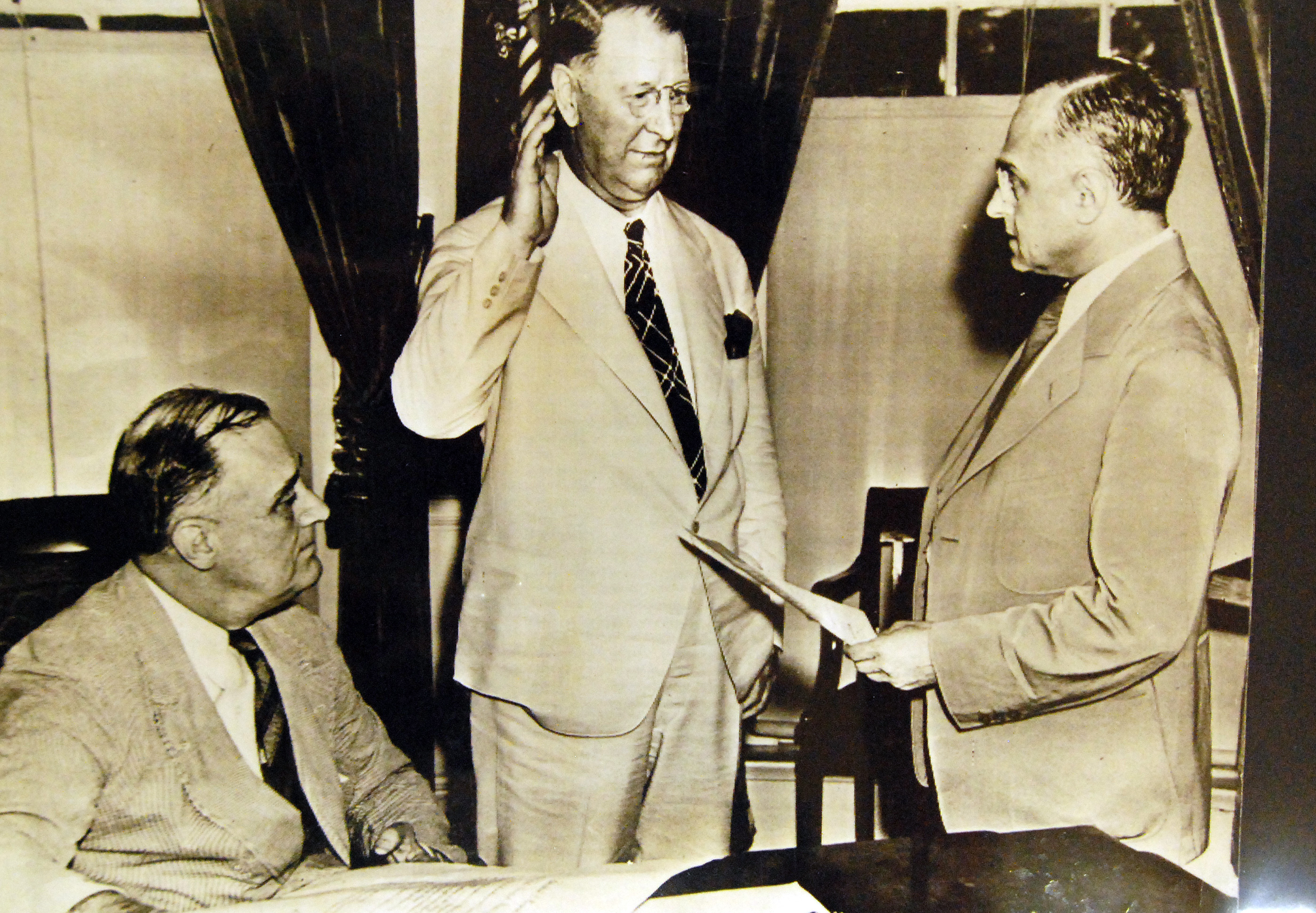
O Juiz da Suprema Corte, Felix Frankfurter, administra o juramento de posse a Knox como Secretário da Marinha na Casa Branca, enquanto o presidente Franklin D. Roosevelt observa. (11 de julho de 1940)

Durante a Segunda Guerra Mundial, Knox foi novamente um defensor da preparação militar. Como internacionalista, apoiou a ajuda aos Aliados e se opôs ao isolacionismo. Em julho de 1940, tornou-se Secretário da Marinha sob o governo de Roosevelt, com Henry L. Stimson como Secretário da Guerra, parte do esforço do presidente democrata para construir apoio bipartidário para suas políticas externas e de defesa após a derrota da França. Knox executou o plano de Roosevelt para expandir a Marinha dos EUA em uma força capaz de lutar tanto nos oceanos Atlântico quanto Pacífico. Knox foi mencionado nominalmente no discurso de Adolf Hitler do dia 11 de dezembro de 1941, no qual Hitler pediu uma declaração de guerra alemã contra os Estados Unidos.
Quando um novo oficial da marinha na equipe de Knox lhe disse: "Eu não sou um New Dealer," Knox respondeu: "Combati o Presidente com todos os recursos ao meu alcance. Mas agora alinhei minha política com minha consciência e estou orgulhoso de servir sob um homem tão grandioso. Além disso," Knox acrescentou, "é bom ter alguns caras por aqui que não são New Dealers!" Viajou extensivamente para instalações da Marinha em todo o mundo. Knox também apoiou a continuidade da segregação racial nas Forças Armadas dos Estados Unidos.

### Campos de concentrações de Japoneses-Norte Americanos
Knox havia defendido a construção de campos de concentrações de japoneses-norte americanos desde 1933, e continuou a fazê-lo em seu novo cargo. Pouco depois do ataque a Pearl Harbor, visitou o Havaí para investigar a sabotagem que acreditava ter ocorrido lá. Ao retornar, emitiu uma declaração pública dizendo que "o trabalho da Quinta-coluna mais eficaz de toda a guerra foi realizado no Havaí, com exceção da Noruega," e acusou os japoneses havaianos de dificultarem os esforços de defesa dos EUA em um relatório ao presidente. Embora o FBI e a inteligência militar tenham posteriormente refutado essas alegações, Knox continuou a insistir na detenção de japoneses-norte americanos e os proibiu de servir na Marinha durante a guerra.

## Morte
Após uma breve série de ataques cardíacos, o Secretário Knox faleceu em Washington, D.C., no dia 28 de abril de 1944, enquanto ainda estava no cargo. Foi enterrado no dia 1º de maio de 1944, no Cemitério Nacional de Arlington, em Arlington, Virgínia.

## Homenagens póstumas e memoriais
O contratorpedeiro da classe Gearing USS Frank Knox (DD-742), comissionado em dezembro de 1944, foi nomeado em sua homenagem.
No dia 31 de maio de 1945, recebeu postumamente a Medalha por Mérito do presidente Harry S. Truman. Também recebeu a Medalha da Campanha Espanhola e a Medalha da Vitória da Primeira Guerra Mundial por seu serviço militar anterior.
Em 1948, sua viúva, Annie Reid Knox (1875–1958), doou as Bolsas Memoriais Frank Knox, que permitem a acadêmicos da Austrália, Canadá, Nova Zelândia, União Sul-Africana e Reino Unido cursarem pós-graduação na Universidade de Harvard, ou a recém-formados de Harvard viajar e pesquisar nos países da Comunidade Britânica de Nações.
A Frank Knox School, localizada na estação naval aérea Patuxent River, foi nomeada em sua homenagem.